# Forest'Anela
Forest'Anela è una foresta demaniale situata tra i comuni di Anela, Bono, Bultei tutti centri ricadenti nella provincia di Sassari in Sardegna. È chiamata così in quanto si estende per la maggior parte nel territorio comunale di Anela.

## Storia
Fu istituita nel territorio del comunale di Anela nel 1886 e venne poi estesa nei territori dei comuni di Bono e Bultei con acquisizioni effettuate, rispettivamente, nel 1996 e nel 1990.

## Area geografica
Inquadramento geografico e amministrativo
- Provincia: Sassari
- Comuni: Anela, Bultei e Bono
- Superficie: 1280,2 ha così ripartiti: 
  - 28,7 ha proprietà EFS dal 2005, in comune di Bultei
  - 1081,6 ha concessione dalla RAS per 99 anni di cui: 
    - 1030,0 ha in comune di Anela
    - 25,2 ha in comune di Bono
    - 26,4 ha in comune di Bultei
    - 169,9 ha in occupazione temporanea, in comune di Anela

### Geologia
Graniti paleozoici a tessitura gneissica e in parte da rocce metamorfiche a tessitura scistosa; in corrispondenza delle aree a scarsa copertura vegetale si notano fenomeni di erosibilità diffusa. I suoli sono poveri di calcio, ma ricchi di potassio.

### Clima
Estati caldo-aride e inverni freddi-umidi. Le piogge nel periodo autunnale e invernale, mentre il periodo estivo è piuttosto arido. Le precipitazioni nevose sono frequenti nel periodo invernale.
I mesi più freddi sono dicembre, gennaio e febbraio, mentre i valori più alti di temperatura si registrano a luglio e agosto.

### Flora
La flora è caratterizzata da diverse specie di piante tra le quali leccio, roverella, faggio, castagno, cedro dell'Atlante, pino nero, ontano nero e abete.